# Ancien tramway d'Île-de-France
L’ancien tramway d'Île-de-France désigne le premier réseau de tramway qu'a connu l'actuelle région Île-de-France. 

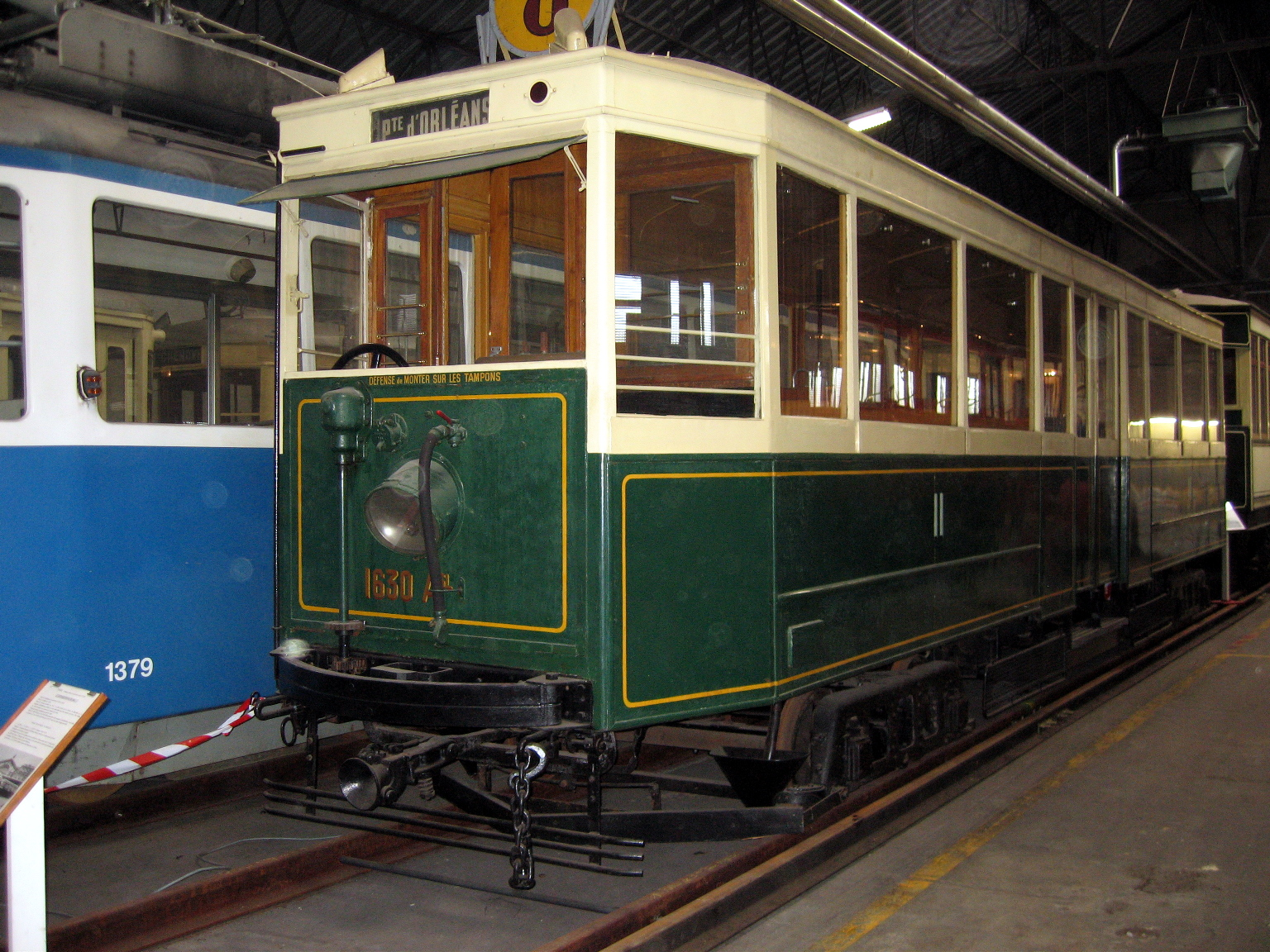
Un tramway de la STCRP, au musée des transports urbains.

Historiquement, un grand nombre de tramways circulent dans Paris, puis en proche banlieue (notamment dans l'ancien département de la Seine) et précèdent le métro de plusieurs décennies. Ce réseau a fonctionné entre 1855 et 1938 à Paris et dans sa proche banlieue ; il a subsisté jusqu'en 1957 pour ce qui est du tramway de Versailles. D'autres lignes isolées du réseau parisien ont également existé en grande banlieue et ont également toutes disparu à la même époque.
Au cours de son histoire, ce réseau, exploité par de nombreuses compagnies telles que la Compagnie générale des omnibus (CGO), a fait appel à diverses technologies de propulsion au fil de l’évolution des techniques : d’abord hippomobile, puis à traction à vapeur et ensuite à air comprimé. Le réseau fut finalement électrifié, mais dut faire appel pour l’alimentation des motrices à diverses technologies, telles que plots et caniveaux, afin d’éviter l’installation de câbles aériens dans Paris, considérées comme inesthétiques par le Conseil municipal.
Le réseau de tramways de la région parisienne est démantelé au cours des années 1930 lorsqu'il est jugé inadapté et contraignant vis-à-vis du développement de l'automobile et de l'autobus, sous la pression des lobbies pétrolier et industriel automobile. Mais par une ironie de l'histoire, les encombrements routiers ont provoqué le retour du tramway, aujourd'hui considéré comme un mode de transport moderne et écologique. En 1992 la première ligne du tramway moderne est ouverte entre Saint-Denis et Bobigny. En 2025, 14 lignes sont en fonctionnement dans la région, avec la perspective de nombreux prolongements dans les prochaines années (tramway d'Île-de-France).

## Histoire

Carte animée de l'évolution des infrastructures ferroviaires de l'agglomération parisienne, dont celle des anciens et actuels tramways, de 1835 à nos jours.

Détail pour Paris intra-muros.

### Chemin de fer américain de Loubat
À partir de 1828 existe à Paris une offre de transport public constituée d'omnibus et de fiacres.
Les omnibus sont des véhicules à traction hippomobile inspirés des diligences et circulant à des horaires déterminés sur des lignes fixes, ce qui les distingue des fiacres (ancêtres des taxis) qui, loués par une personne ou une famille, se rendaient à la destination souhaitée par ses clients. Compte tenu de l'état des chaussées de l'époque, ces transports sont lents, peu confortables et de capacité limitée.
Dès 1830 à Baltimore, puis 1832 à New York, il existe des lignes de tramway hippomobile, plus performants puisque les véhicules circulent sur des rails, mais ceux-ci, saillants sur la chaussée, provoquent de nombreux accidents. Cet inconvénient aboutit finalement à arrêter le développement de ce mode de transport. En 1852, Alphonse Loubat, un ingénieur français établi aux États-Unis, met au point un rail à gorge, c'est-à-dire en creux et ne dépassant pas le niveau de la chaussée, et réhabilite le tramway de Broadway, qui connaît alors un grand succès.

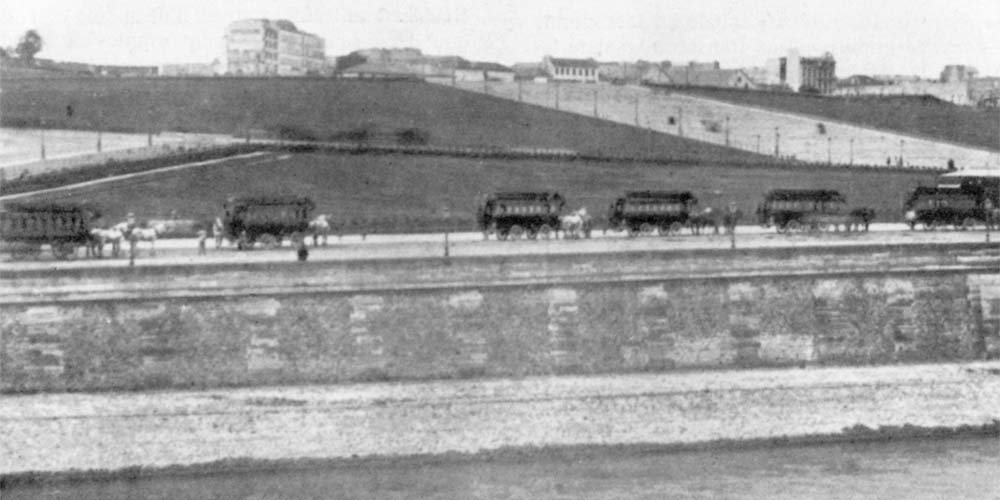
Le « chemin de fer américain » de Loubat, ligne de tramways hippomobiles. Ici, vu quai Debilly.

Rentré en France, il dépose un brevet sur un rail en « U » permettant d'escamoter complètement le rail dans la chaussée. Il fait valoir les avantages de ce mode de roulement, qui nécessite un effort moindre de traction et en conséquence une vitesse et un confort accrus avec une cavalerie plus réduite. En 1853, il est autorisé à construire une première ligne d'essai de deux kilomètres à Paris sur le Cours la Reine, qui est mise en service le 21 novembre 1853. Le tramway de l'époque, qui est rapidement surnommé « chemin de fer américain », est un véhicule roulant sur des rails mais tiré par des chevaux. Il emporte quarante-huit voyageurs : dix-huit à l'intérieur, vingt-quatre sur l'impériale et six debout sur la plate-forme réservée aux fumeurs.
Les premiers essais sont concluants et, devant le succès rencontré, une concession trentenaire est accordée par la ville de Paris en 1854, approuvée par décret impérial du 18 février 1854, pour la construction d'une ligne entre Vincennes et Sèvres (Pont de Sèvres) en passant par la place de la Concorde. Cette concession, accordée à titre précaire et révocable, prévoit que l'entretien des voies est obligatoire pour le concessionnaire, mais ne contient aucune prescription pour la chaussée. Une redevance est prévue au profit de la ville de Paris.
« Malgré toutes ses instances, Loubat ne put être autorisé à construire effectivement et à exploiter la partie de sa concession comprise entre la place de la Concorde et Vincennes. Le gouvernement craignait que les tramways fussent une cause d'accidents aux passages des ponts et surtout dans la rue Saint-Antoine. L'expérience a démontré depuis combien ces craintes étaient chimériques. » Le premier tronçon relie donc le pont de l'Alma au rond-point de Boulogne.
Toutefois, en 1855, Haussmann oblige les entreprises gérant les omnibus parisiens ainsi que le nouveau tramway à se regrouper. Alphonse Loubat doit céder son entreprise ; il reçoit en échange des actions de la nouvelle compagnie, la CGO (Compagnie générale des omnibus). Pourtant, Alphonse Loubat n'est pas le premier à ouvrir une ligne de tramway en France : il est précédé — de peu — par une ligne reliant le centre de Rueil-Malmaison à sa gare, qui ouvre le 1er août 1855. Cette ligne est plus tard prolongée jusqu'à Port-Marly le 18 juillet 1856.
En 1856, la ligne de Loubat est prolongée de l'Alma à la Concorde et exploitée par la CGO. Une troisième ligne de tramway fait son apparition entre Sèvres et Versailles en novembre 1857. Une branche raccordant les deux lignes par la porte de Saint-Cloud est ouverte à cette occasion. En 1862, la ligne de Sèvres à Versailles est également exploitée par la CGO. La desserte est ensuite étendue vers le Louvre afin d'assurer une meilleure diffusion des voyageurs, mais cette extension est réalisée… les véhicules roulant sur les pavés, l'autorisation de poser des rails dans le centre de Paris ayant été refusée. Les voies sont doubles dans Paris, mais uniques en banlieue, avec des évitements réguliers. Aux terminus, les voitures sont retournées sur une plate-forme ou elles parcourent une boucle, quand l'espace est suffisant. On trouve également des voitures réversibles et des véhicules à caisses pivotantes. Les arrêts sont réalisés à la demande.

### Essor du tramway hippomobile

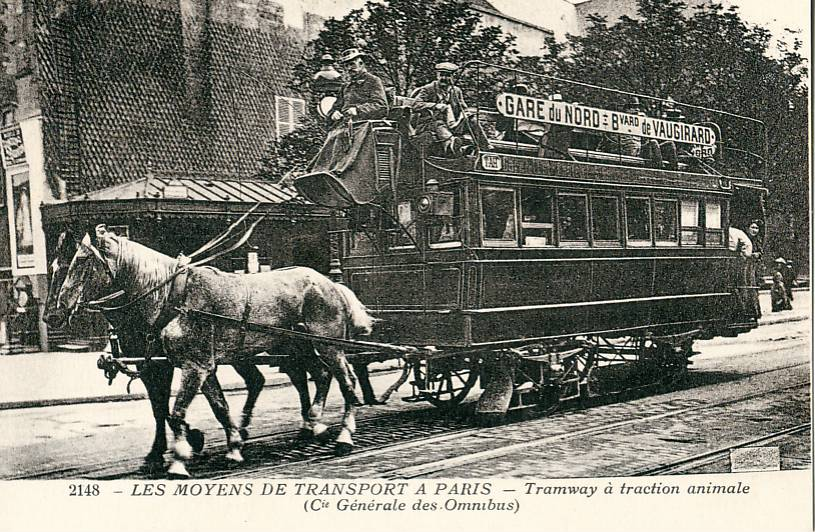
Un tramway hippomobile de la Compagnie générale des omnibus.

Sous le Second Empire, les transports parisiens sont en partie assurés par voie fluviale, mais pour l'essentiel par les omnibus hippomobiles de la Compagnie générale des omnibus. Hormis l'apparition du tramway américain, aucune évolution technique significative n'a lieu. Seule la ligne de Petite Ceinture est ouverte pour assurer la desserte de l'exposition universelle de 1867. Toutefois, les quinze millions de visiteurs de l'exposition mettent en lumière l'insuffisance des transports parisiens, les omnibus étant inaptes au transport de foules importantes par leur capacité réduite et leur lenteur.
En banlieue, la situation est encore moins reluisante. Bien que traversée par plusieurs lignes de chemin de fer, les tarifs élevés et l'absence de gares intermédiaires sur les réseaux nord, est et sud-est rend la desserte ferroviaire de banlieue négligeable, à l'exception de quelques lignes adaptées à la banlieue résidentielle, en particulier en banlieue ouest. Ailleurs, les transports demeurent pour l'essentiel assurés par quelques omnibus de rabattement vers les portes de Paris.
La guerre franco-allemande de 1870 décime la cavalerie de la CGO. En 1871, la CGO perd 2 214 chevaux, tués ou réquisitionnés. En 1872, dans l'attente d'un hypothétique réseau de métropolitain, et face à l'insuffisance notoire de l'offre de transports à Paris et en région parisienne, les pouvoirs publics étudient le développement d'un réseau de tramway, mode de transport qui connaît un grand succès ailleurs en Europe.
Sans attendre la planification d'un réseau, les trois lignes existantes sont prolongées jusqu'au Louvre le 15 juin 1873 : la ligne de Boulogne (TA), celle de Sèvres (TB) et celle de Versailles (TAB). Une ligne nouvelle est ouverte le 25 août 1875 entre le Louvre et Vincennes (TC). Dès 1873, les études pour la mise au point d'un réseau aboutissent à un projet de concession au département de la Seine : une ligne circulaire desservirait les quartiers périphériques de Paris, et dix lignes radiales reliraient seize communes de banlieue à travers le centre de la capitale. Le président de la République Mac-Mahon signe le décret de concession le 9 août 1873.
Le cahier des charges précise que le Département peut « passer des traités avec une ou plusieurs compagnies pour l'établissement et l'exploitation des lignes ». Ce réseau de onze lignes est en conséquence divisé en trois parties : les lignes circulaires et les tronçons parisiens des lignes de banlieue sont concédées à la CGO, le réseau extérieur nord est confié à la compagnie des Tramways Nord, et le réseau extérieur sud est confié à la compagnie des Tramways Sud.
En pratique, les deux compagnies Nord et Sud exploitent la totalité de leurs lignes pour des raisons pratiques ; en compensation, la CGO reçoit un dédommagement financier annuel de six mille francs par kilomètre pour les Tramways Nord, et quatre mille francs pour le Sud, en raison de la perte de trafic subie. La compagnie des Tramways Sud reçoit de la CGO l'exploitation des trois lignes circulaires sud, moyennant une somme de six mille francs du kilomètre.

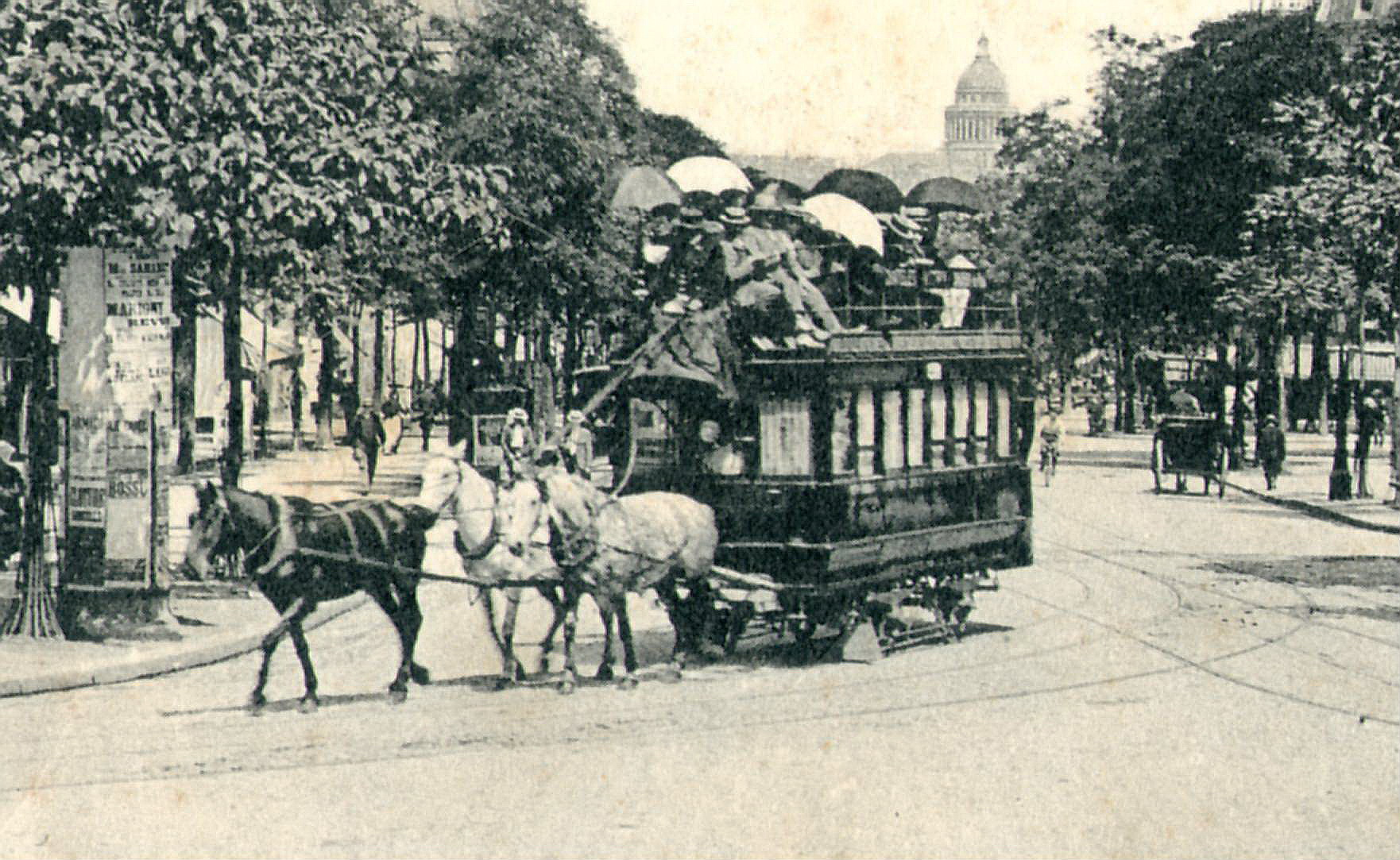
Un tramway à impériale découverte et traction hippomobile, sans doute exploité par la Compagnie générale des omnibus.

Les Tramways Nord inaugurent leur première ligne, Pont de Neuilly - Étoile le 3 septembre 1874. Le 18 juin 1875, c'est au tour de la CGO de mettre en service la ligne Étoile - La Villette, puis le 3 novembre suivant, les Tramways Sud ouvrent la ligne porte de Charenton - Saint-Germain-des-Prés. La plupart des autres lignes prévues sont ouvertes entre 1875 et 1878, année de l'exposition universelle. Les véhicules employés sont généralement à impériale, et déraillables, les roues de gauche étant dépourvues de boudin ce qui leur permet de quitter la voie pour rouler sur les pavés, contourner des obstacles ou dépasser d'autres véhicules. Les voitures de la CGO de 1874 comptent quarante-neuf places. Les voies sont à écartement normal de 1,44 mètre, à double voie dans Paris et à voie unique hors de la ville. Il n'y a pas d'arrêts fixes : la montée et la descente s'effectuent à la demande, voire en marche vu la faible vitesse.
Ces lignes nécessitent une importante cavalerie : il faut deux chevaux pour tracter une voiture, soit environ cent-quarante chevaux pour faire fonctionner une ligne, ce qui impose un nombre élevé de dépôts et un personnel nombreux. Durant les années 1880, la CGO entretient une cavalerie pléthorique de seize mille cinq cents chevaux, ce qui constitue la cavalerie privée la plus importante au monde. Les problèmes d'intendance constituent d'ailleurs un frein au développement de la traction hippomobile et poussent à mettre au point des techniques de traction mécaniques, à l'exemple des chemins de fer secondaires. Dans Paris, les tarifs sont de trente centimes en première classe et quinze centimes en seconde classe, ou trente centimes pour les deux classes pour une correspondance. Une tarification par section est appliquée hors de Paris.

### Traction mécanique
La traction hippomobile demeure lente et nécessite une importante cavalerie, particulièrement onéreuse. Ce constat amène les compagnies à étudier la mécanisation des lignes par souci de vitesse et de rentabilité.

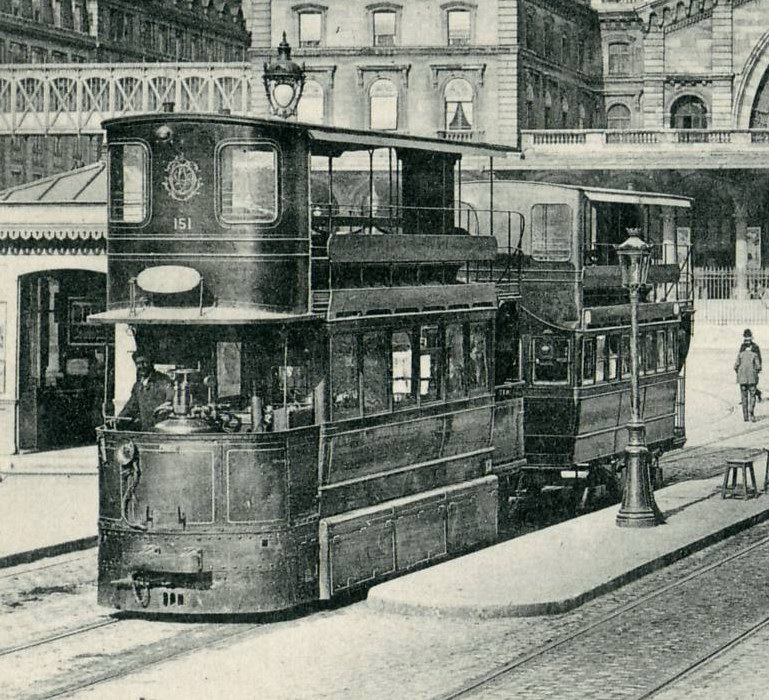
Tramway Mékarski type 1900 à la gare de l'Est.
Cette série de 148 automotrices de 14 t, longues de 8.32 m et larges de 2 m construites en 1900 pour la CGO, avaient 52 places (20 dans le compartiment, 4 sur la plate-forme et 28 sur l’impériale).
L'air y était stocké sous la pression maximale de 80 atmosphères dans 8 réservoirs en acier embouti de 16 mm.

Les compagnies recherchent par conséquent des modes de traction propres, silencieux et économiques. Les Tramways Sud sont les premiers à tenter l'aventure le 8 novembre 1875 entre la porte de Châtillon et Saint-Germain-des-Prés, avec une machine à vapeur anglaise tractant une remorque à impériale. Les essais sont concluants et dès août 1876, la première ligne à vapeur est ouverte entre la gare de Paris-Montparnasse et la gare d'Austerlitz. Mais le procédé est à ses débuts et peu rentable ; l'expérience est donc rapidement abandonnée. Plusieurs autres tentatives sont expérimentées les années suivantes ; les industriels français s'intéressent à cette technique, mais les engins restent rudimentaires et considérés comme peu sûrs. Mais la perspective des expositions universelles de 1878 puis 1889 accélère les recherches.
Les compagnies testent ensuite à partir de 1876 la technique de traction par air comprimé mise au point par l'ingénieur Louis Mékarski. Des variantes à impériale de ces automotrices seront mises en service en 1887 sur les lignes des Chemins de fer nogentais (CFN), puis à partir de 1894 sur dix lignes parisiennes de la CGO et sur les lignes des Tramways de Saint-Maur (TSM), ainsi que des locomotives à air comprimé sur la ligne du Tramway de Sèvres à Versailles (TSV).
À la même période, la traction vapeur est essayée avec divers types de motrices. Léon Francq, ingénieur-entrepreneur associé aux usines Cail, met au point une locomotive fonctionnant sur le principe de l'accumulation de chaleur. Elles sont chargées d’eau chaude et de vapeur sous pression sur le parcours et restituent l'énergie mécanique au cours du trajet. Ce système a l'avantage d'être non polluant, ce qui constitue un sérieux atout. Les locomotives Francq avec remorques sont testées en 1878 avec succès sur la ligne de Rueil à Port-Marly puis de Paris à Saint-Germain en 1890. Mais le système se révèle d'une fiabilité médiocre et les détresses en ligne de tramways ne sont pas rares,.
Puis on voit circuler des locomotives Purrey, obtenues par transformation d'engins à air comprimé, mais surtout des automotrices Purrey, Rowan ou Serpollet. Les automotrices à vapeur de l'ingénieur Rowan sont mises au point à Copenhague en 1876, puis circulent à Stockholm et Berlin. Elles apparaissent à Paris pour l'exposition universelle de 1889. Quatre automotrices sont testées sur la ligne de la porte de la Muette au Trocadéro, mais elles achèvent leur carrière en banlieue, les Parisiens appréciant peu le panache de vapeur dégagé.
Toutefois, les tramways à vapeur ne détrônent pas la traction hippomobile qui demeure très majoritaire à la fin du XIXe siècle. C'est la traction électrique qui finit par supplanter toutes ces techniques, grâce à sa performance.

### Tramway électrique

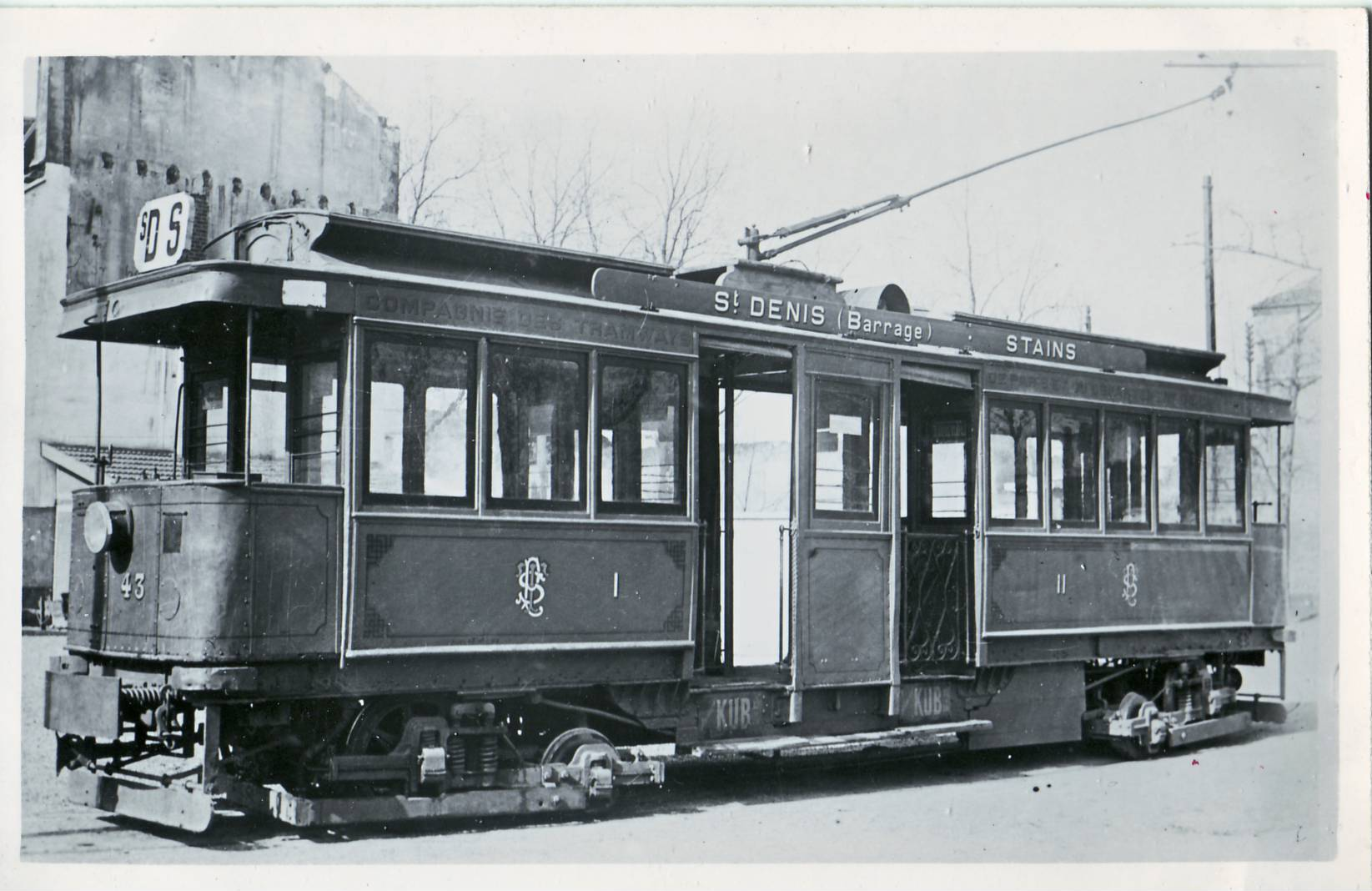
Motrice à bogies no 43 des TPDS sur la ligne sDS (Saint-Denis-Barrage - Stains). Chaque entrée dessert une classe différente. Ces motrices furent construites à partir de 1900 pour l'Est parisien, l'Ouest parisien, les tramways Rive Gauche, le Nord Parisien et les TPDS. Elles disposaient d'une double alimentation, par fil aérien et plots d'alimentation électrique, alimentant des moteurs type W69 de 30 CV montés sur des bogies « maximum traction » à roues dissymétriques.

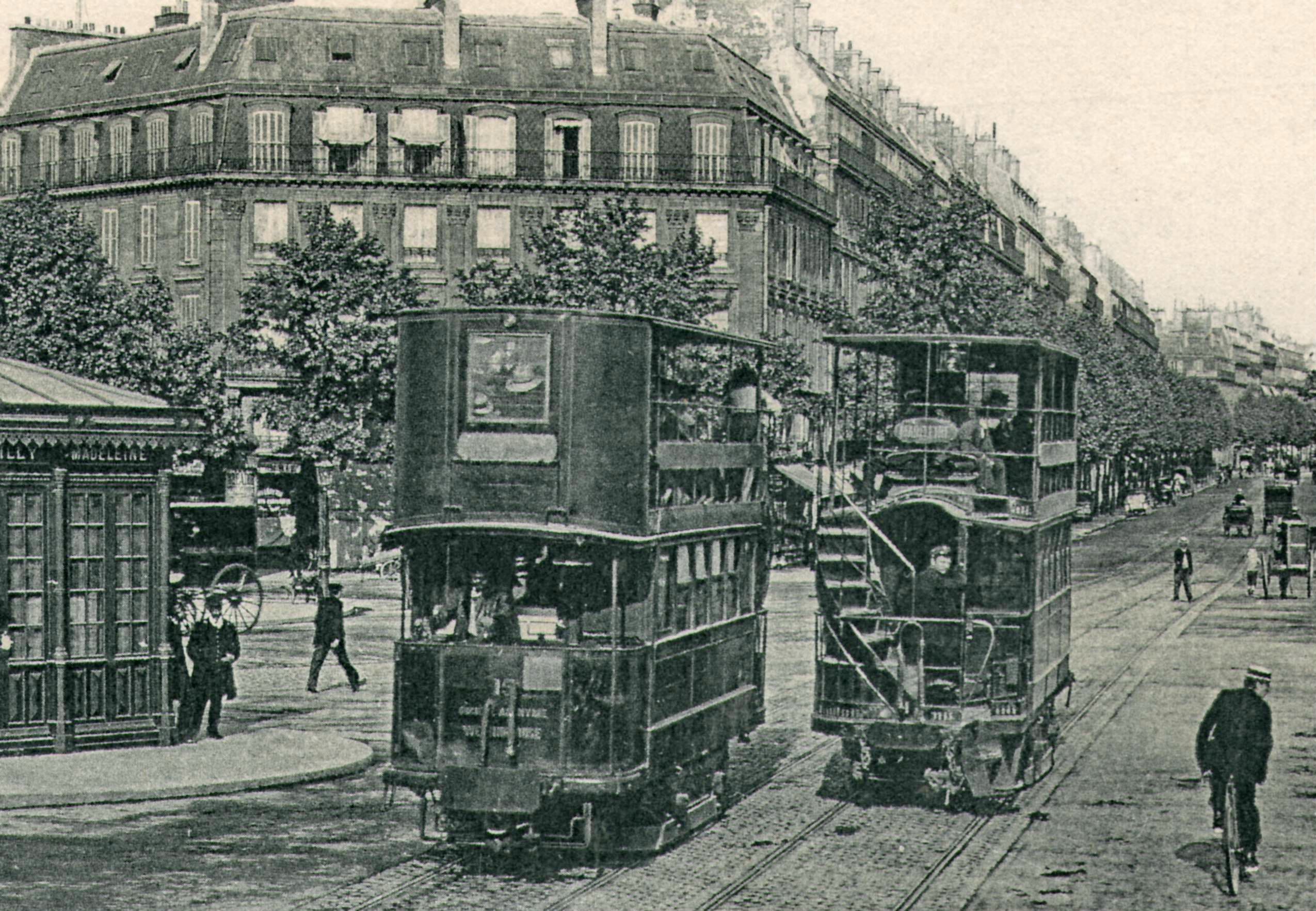
Croisement de tramways électriques à accumulateur de la TPDS, type Hellmann, construits en 1897 à 35 exemplaires, avec un système électrique fourni par Westinghouse.
Ces motrices de 11.3 tonnes à vide (dont 3,6 pour l'accumulateur à charge rapide, dont la charge rapide de 10 à 15 minutes était effectuée lors des stationnements aux terminus), pouvaient transporter 52 voyageurs.

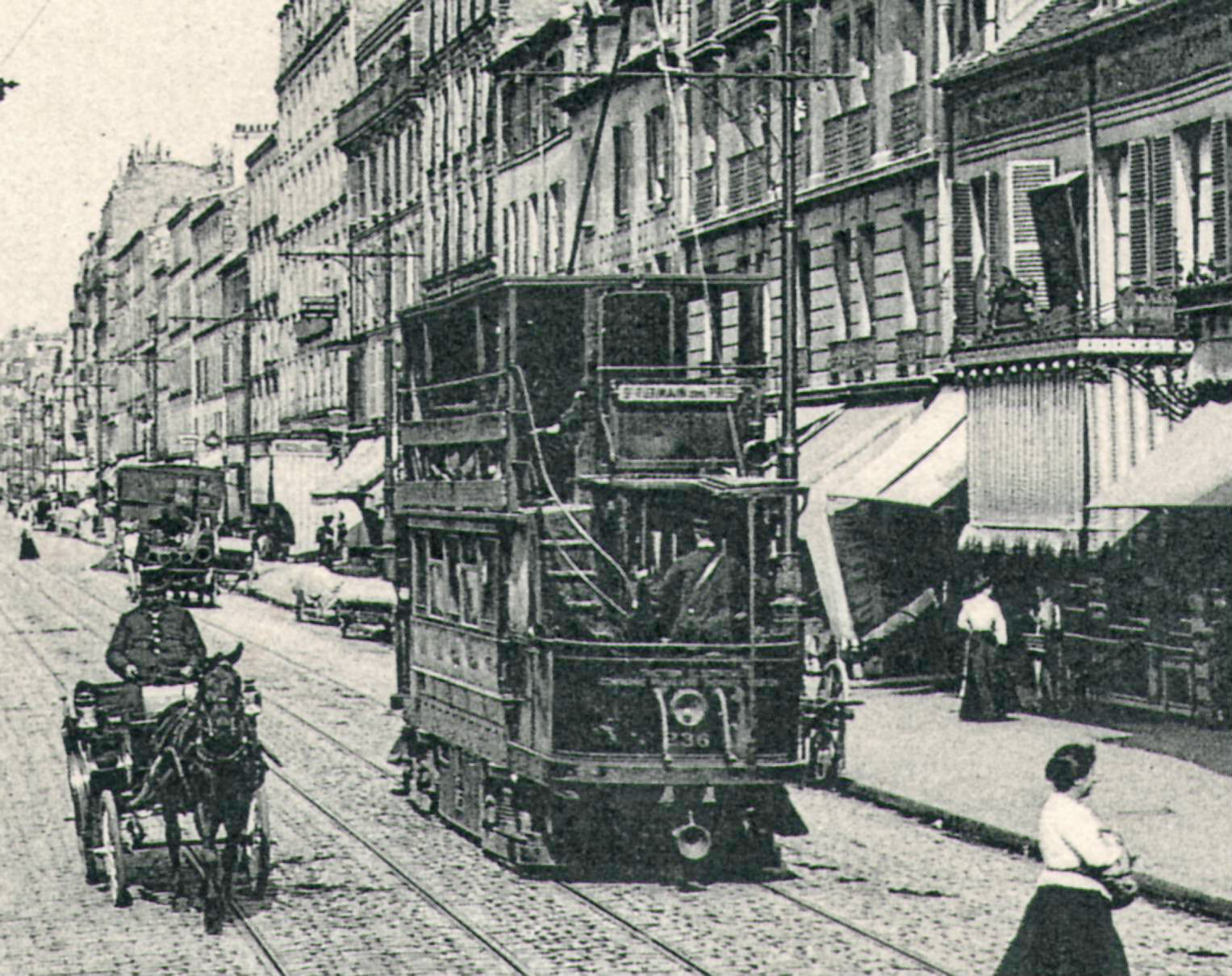
Motrice symétrique à impériale, série 200 de la CGPT
Ces motrices de 1901, dotées d'une double alimentation (accumulateurs et fil aérien), de bogies « maximum traction » et de moteurs TH 2 de 43 CV, pesaient à vide 15.6 tonnes et pouvaient transporter 60 voyageurs, dont 56 assis : 26 à l'impériale et 28 à l'intérieur.

Le tramway électrique connaît deux techniques distinctes : le captage du courant par le biais d'un fil aérien ou par le sol, ou les tramways à accumulateurs. 
Le premier tramway électrique est mis au point par Werner von Siemens en Allemagne et Frank J. Sprague, aux États-Unis. Lors de la première exposition internationale d'Électricité, en 1881 à Paris, Siemens présente une ligne de tramway qui relie la place de la Concorde au palais de l'Industrie, à l'emplacement de l'actuel Grand Palais. La même année, un omnibus électrique, captant le courant par le biais d'un fil aérien, est mis en service à Berlin. Franck Sprague met au point un système de commande unique de motrices pour la marche en convoi, système d'unités multiples qui est plus tard employé sur les réseaux de métro.
Mais les pouvoirs publics sont très réticents face aux fils aériens, considérés comme inesthétiques dans un centre-ville. Le principe de l'alimentation par accumulateurs est donc développé. C'est la Compagnie des tramways de Paris et du département de la Seine (TPDS) qui ouvre une première ligne à accumulateurs entre Madeleine et Saint-Denis, en avril 1892. Mais les accumulateurs sont lourds, encombrants, et leur charge est particulièrement longue. Dès les premiers signes de faiblesse en ligne, le conducteur dirige sa motrice jusqu'au dépôt, sans arrêt intermédiaire pour laisser descendre les voyageurs. Les arrêts deviennent alors fixes, afin d'économiser les batteries, et divers systèmes palliatifs sont mis au point, comme la recharge en ligne sur des bornes alimentées par câbles souterrains, ou les accumulateurs à charge rapide, d'environ quinze minutes.
Le système d'alimentation par accumulateurs étant d'une utilisation trop complexe et assez peu fiable, les ingénieurs réalisent un nouveau système de captage en ligne par le biais de plots. En juin 1896, une ligne de tramways à plots est ouverte entre la place de la République et Romainville. Les véhicules sont dotés d'un frotteur, qui capte le courant sur des plots, émergeant légèrement de la chaussée. Ceux-ci sont en théorie uniquement mis sous tension au passage de la rame mais en pratique, les incidents d'exploitation sont nombreux, soit parce que le captage ne fonctionne plus ou parce que les plots restent alimentés après le passage du tramway, provoquant des accidents. Cette technique peu fiable connaît pourtant un franc succès : trois millions de personnes sont transportées sur cette ligne en moins de sept mois.
Le captage aérien par fil trolley, bien plus efficace et fiable, provoque un essor du tramway en banlieue, mais ce système d'alimentation demeure interdit dans Paris intra-muros pour des raisons esthétiques. La TPDS demeure la compagnie en pointe pour la mise en place de lignes de tramway électriques à fil aérien. En 1898, elle met au point des véhicules hybrides permettant de circuler sous fil aérien en banlieue et grâce à des accumulateurs dans la capitale. Mais c'est la Compagnie générale parisienne de tramways (CGPT) qui obtient la première l'autorisation d'employer le fil aérien dans Paris, en promettant une pose la plus discrète possible et son interruption sur les places pour ne pas altérer les perspectives. Le captage du courant s'opère ici grâce à une nouvelle technique, celle de rails électriques placés dans un caniveau. La première ligne du genre est ouverte le 9 novembre 1898 entre Bastille et Charenton. Elle connaît immédiatement un grand succès et ouvre la voie à la généralisation de cette technique.
Le développement des tramways électriques se révèle assez lent. Toutefois dès 1898, sur soixante-dix lignes, neuf voient circuler des trams à accumulateurs et deux autres cumulent accumulateurs et captage par fil aérien.

### Réseau du début duXXesiècle
À l'aube du XXe siècle, la région parisienne est sillonnée d'un vaste réseau d'omnibus et de tramways avec un trafic en pleine croissance. Cet ensemble est toutefois géré dans la plus grande confusion, par une multitude de compagnies à l'aide de matériels et de techniques totalement disparates. En 1900, on ne compte pas moins de treize compagnies desservant Paris et sa proche périphérie, :

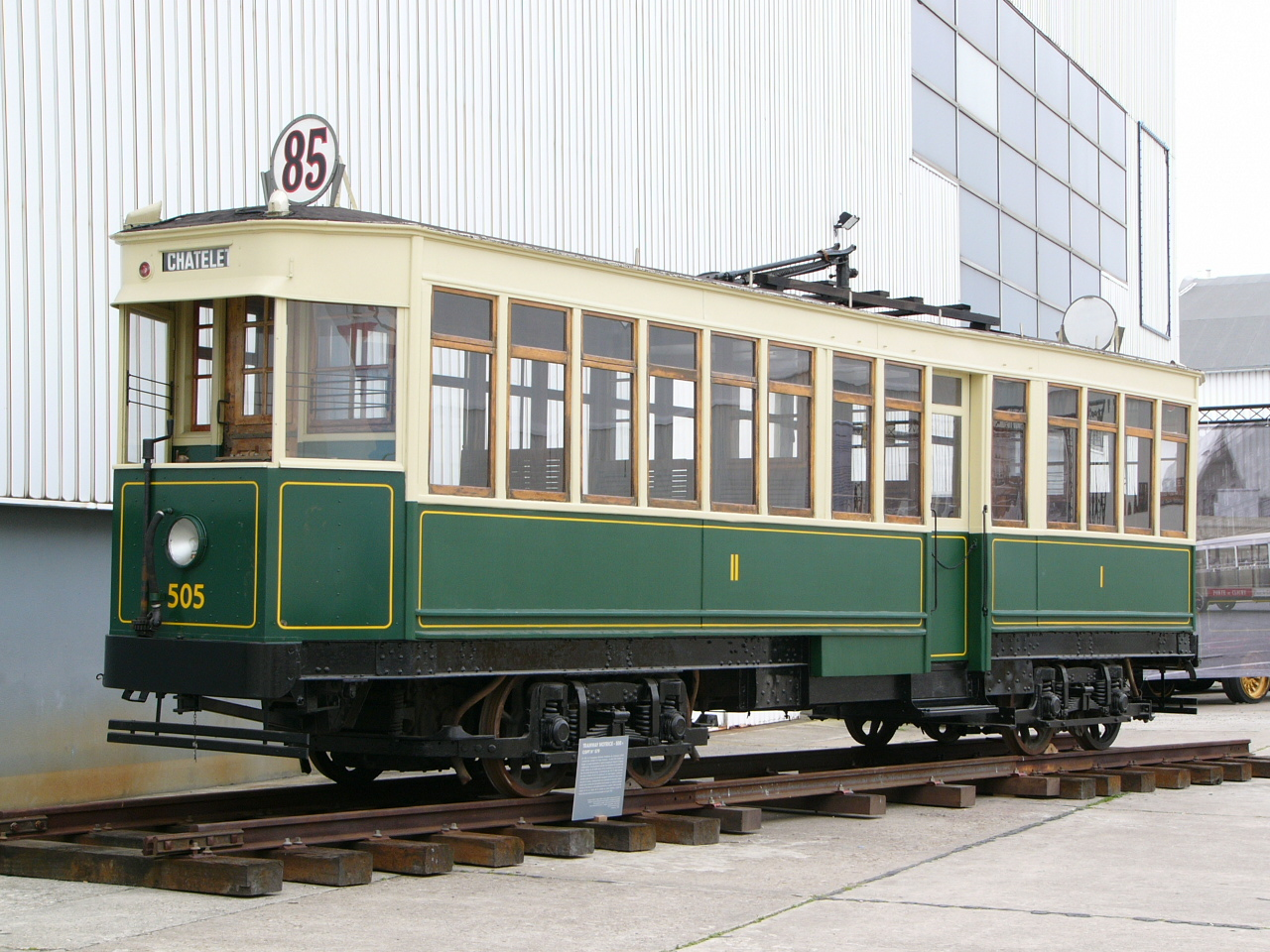
Une motrice type 500 de la CGPT de 1907.

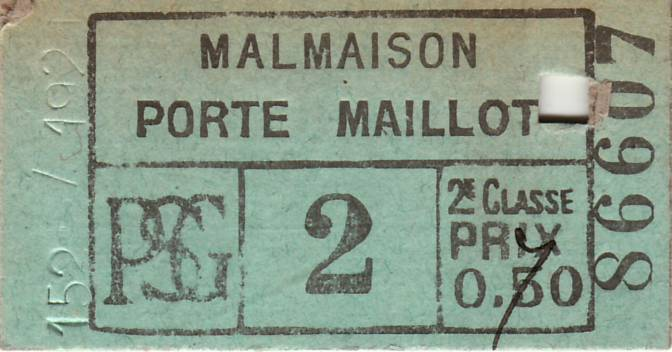
Billet du Tramway Paris - Saint-Germain (PSG) de 1921.

1. la Compagnie générale des omnibus (CGO) avec un réseau de 258 km et trente-trois lignes hippomobiles, à vapeur, à air comprimé ou à accumulateurs ;
2. la Compagnie des tramways de Paris et du département de la Seine (TPDS), 130 km et vingt-deux lignes à traction vapeur et électrique ;
3. la Compagnie générale parisienne de tramways (CGPT), 124 km et treize lignes, exclusivement à traction électrique ;
4. les Chemins de fer nogentais (CFN), 52 km et neuf lignes, toutes électriques ;
5. la Compagnie du tramway à vapeur de Paris à Saint-Germain, appelée aussi « Paris - Saint-Germain » (PSG) ;
6. la Compagnie des chemins de fer sur route de Paris à Arpajon (PA), 17 km ;
7. la Compagnie des tramways de l'Est parisien (EP), 130 km, treize lignes, dont les réseaux des tramways de Saint-Maur, le tramway de Romainville et le tramway du Raincy à Montfermeil qu'elle a repris ;
8. la Compagnie des tramways mécaniques des environs de Paris (TMEP), 56 km et six lignes (nord-ouest parisien) ;
9. la Compagnie du chemin de fer du bois de Boulogne (CFBB), une ligne de quinze kilomètres de la porte Maillot à Suresnes ;
10. la Compagnie des tramways de l'ouest parisien (OP), 23 km et quatre lignes destinées à l'exposition universelle de 1900 ;
11. la Compagnie électrique des tramways de la rive gauche de Paris (RG), 35 km et deux lignes ;
12. la Compagnie des tramways électriques du Nord-Parisien (NP), une ligne de Paris à Épinay-sur-Seine ;
13. la Compagnie des tramways électriques de Vanves à Paris et extensions.

Le réseau de Paris et de la Seine totalise alors cent huit lignes pour huit cent quatorze kilomètres.
Il faut ajouter le tramway funiculaire de Belleville à Paris et le funiculaire de Bellevue à Meudon. En outre, plusieurs petites compagnies exploitent des lignes urbaines ou rurales en Seine-et-Oise et en Seine-et-Marne. Parmi les principales, on peut citer la Compagnie des chemins de fer de grande banlieue (CGB) assurant une vaste desserte en zone rurale, et des lignes de desserte communale comme le tramway de Fontainebleau, la ligne de tramway de Villiers-le-Bel, la ligne de tramway Enghien - Montmorency, ou la ligne de tramway de Livry à Gargan.
Les conditions de travail pour le personnel sont difficiles – la journée de travail est de douze heures depuis la grève de 1891 – mais il bénéficie en contrepartie de plusieurs progrès sociaux, comme l’assurance maladie, la retraite à soixante ans, un jour de congé payé mensuel et la sécurité de l'emploi.
Un décret du 16 février 1900 détermine plusieurs obligations : la traction mécanique est imposée, le fil aérien n'est autorisé qu'en dehors de Paris, la vitesse limite des matériels est fixée à 16 ou 20 km/h, le chauffage et l'éclairage des véhicules est obligatoire, et le ratio de places en première et seconde classe est fixé respectivement à un tiers et deux tiers.

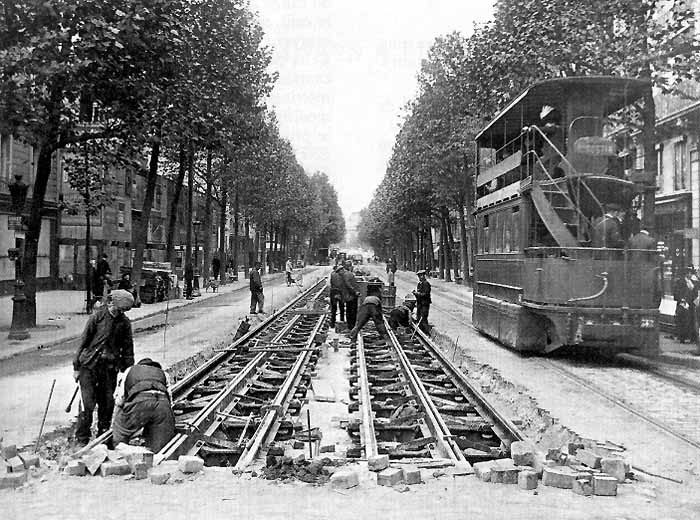
Montage d’une voie de tramway à caniveau, avenue d’Antin. On notera la complexité du système. Une automotrice Mékarski à air comprimé circule sur une voie provisoire, à droite.

Mais en juillet 1900, un redoutable concurrent apparaît enfin après des décennies de palabres et menace directement de nombreuses compagnies parisiennes : le métropolitain. Le développement de son réseau, cumulé à la concurrence sauvage entre compagnies risque d'acculer plusieurs d'entre elles à la faillite. La CGO elle-même est victime de la situation, une partie importante du trafic de ses lignes les plus rentables passant au métro. Les pouvoirs publics finissent par s'émouvoir de la situation. Ils imaginent réorganiser le réseau en fusionnant les petites compagnies, avec à la fin seulement trois compagnies exploitantes : le réseau de la CGO de 191 km dont 159 dans la capitale, un réseau nord de 342 km dont 102 dans Paris, et un réseau sud de 225 km dont 96 km intra-muros.
Mais le mécontentement des petites compagnies poussées à disparaître fait privilégier une solution plus pragmatique : en 1903, les tarifs sont augmentés et le sectionnement est introduit dans Paris, afin de ne pas pénaliser les voyageurs par rapport au métropolitain, quant à lui à tarif unique. Les progrès sociaux font néanmoins rapidement augmenter les charges des entreprises, et leurs bilans financiers redeviennent négatifs. L'expiration des concessions en 1910 permet d'envisager une réforme structurelle de plus grande ampleur.

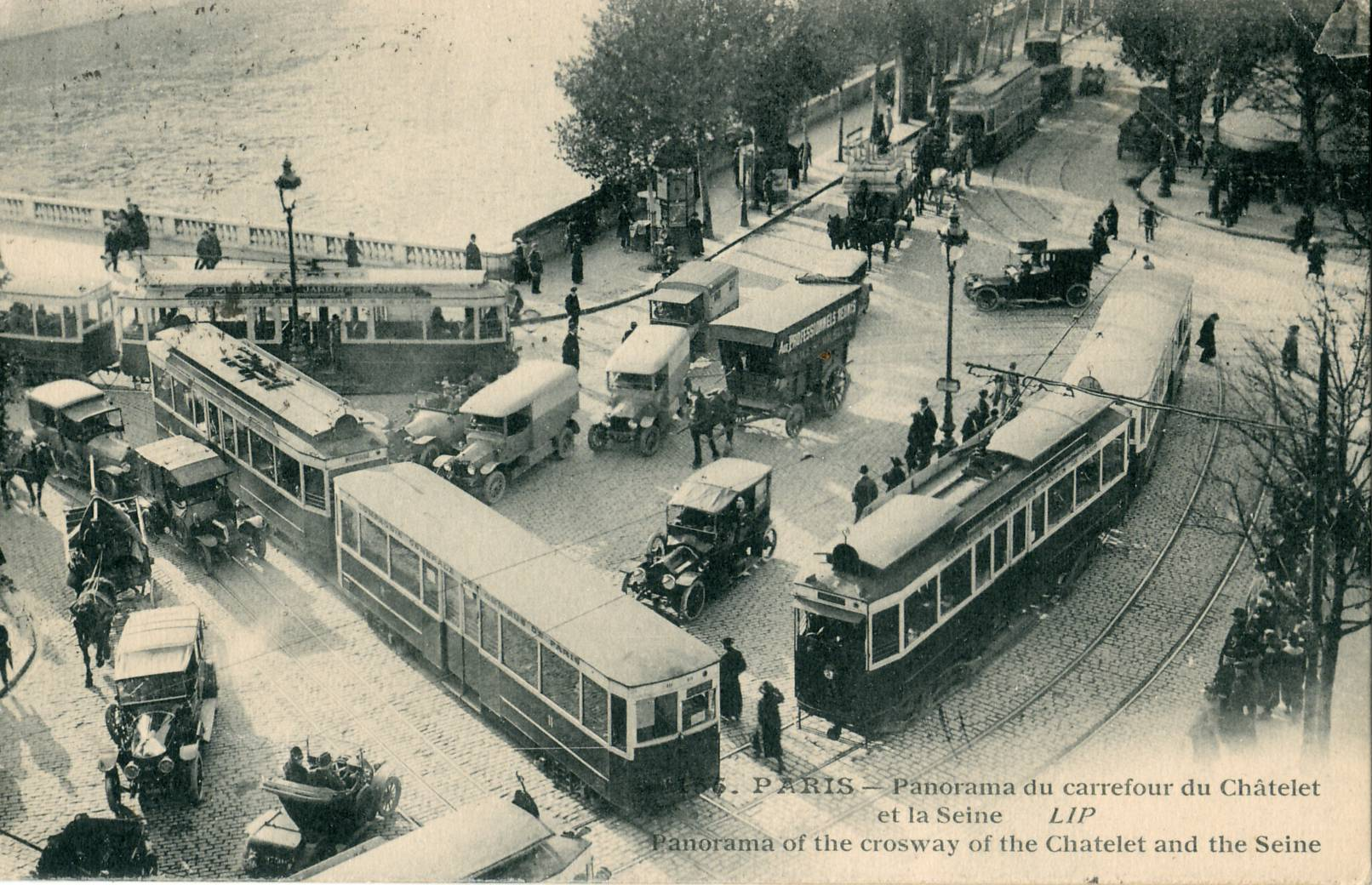
Quelques années plus tard, les tramways purent utiliser des alimentations par ligne aérienne.
Les voies étaient implantées dans la circulation générale, avec des tracés gênant la circulation des autres véhicules.

Par le décret du 19 août 1910, les pouvoirs publics réduisent le nombre de compagnies du département de la Seine de treize à dix. Une concession unique est accordée par l'État à la ville de Paris pour la CGO, et au département de la Seine pour les cinq principales compagnies. La renumérotation des lignes est décidée pour plus de cohérence, avec des modifications d'itinéraires et des créations de lignes. L'électrification totale des lignes est également décidée, avec l'autorisation du fil aérien dans les quartiers périphériques de Paris, et le sectionnement est généralisé tandis que le tarif de correspondance est supprimé, pour une simplification de la tarification.
Avant la Première Guerre mondiale, les transports de l'agglomération parisienne évoluent fortement, avec le développement du métro, l'apparition des premiers autobus à partir de 1906, et l'électrification complète du tramway dans le département de la Seine. Le 20 avril 1913, le dernier tramway hippomobile circule sur la ligne Pantin - Opéra de la CGO. De 1910 à 1914, à la suite du renouvellement des concessions, de nombreuses avenues sont en chantier et interdites à la circulation, avec la pose de voies de tramway, le plus souvent à caniveau à Paris. Durant cette période, neuf-cents motrices et trois-cent-cinquante remorques neuves sont mises en service, elles disposent d'une plate-forme centrale et possèdent des cabines de conducteurs ouvertes sur la rue. Le public en apprécie le confort et les larges baies vitrées.
Durant la Première Guerre mondiale, le tramway assure l'essentiel des transports de surface à Paris. Durant cette période, les femmes remplacent les hommes partis au front, et assurent tant la conduite que le contrôle à bord ou l'entretien dans les ateliers.

### Création de la STCRP

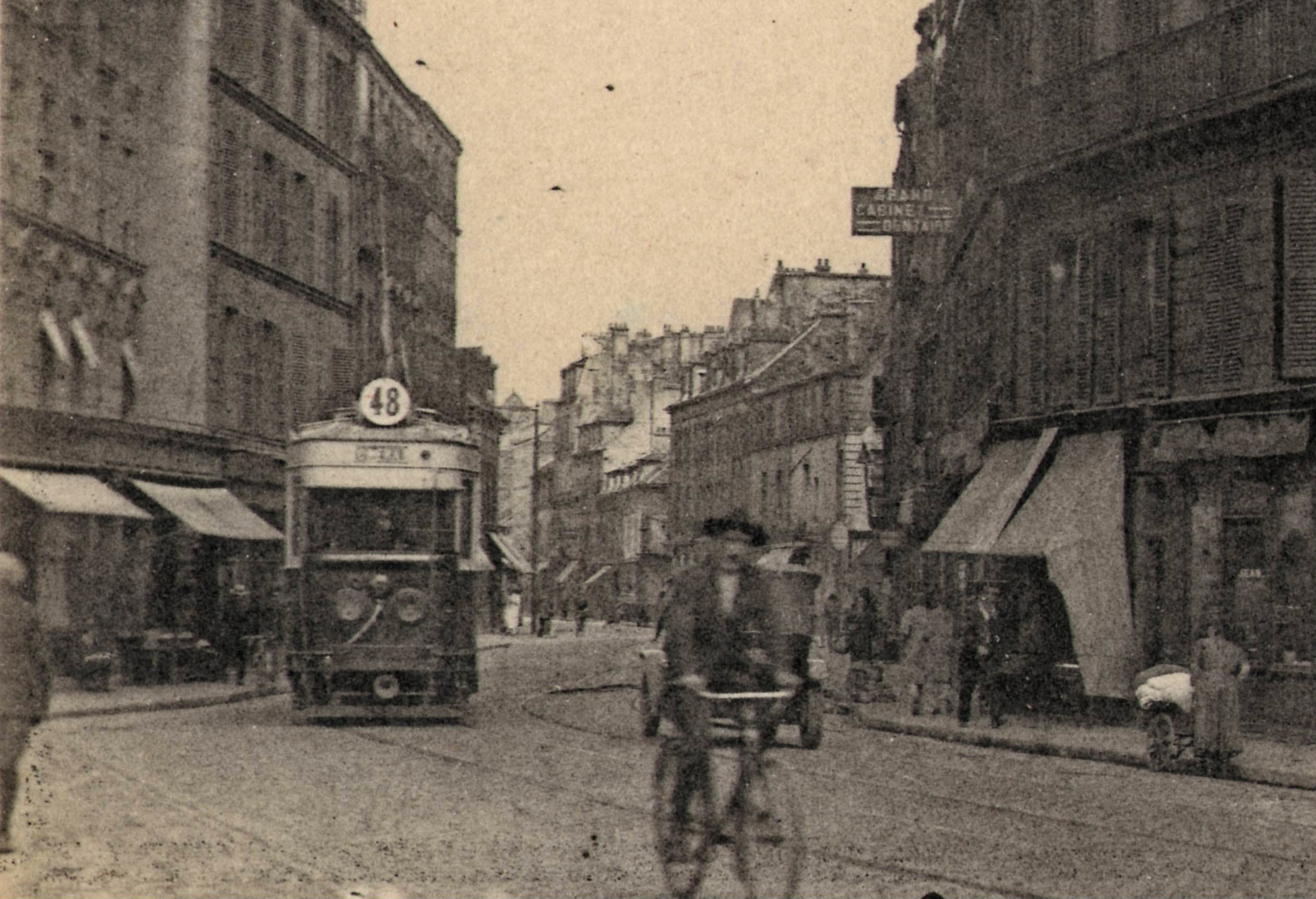
Motrice de la ligne 48 à Saint-Denis.
Cette ligne, créée par la CGO (ligne F) en 1876 et reprise par la STCRP sous l'indice SDO, circulait du Barrage de Saint-Denis à la Place de l'Opéra. Elle fut supprimée le 19 décembre 1932.

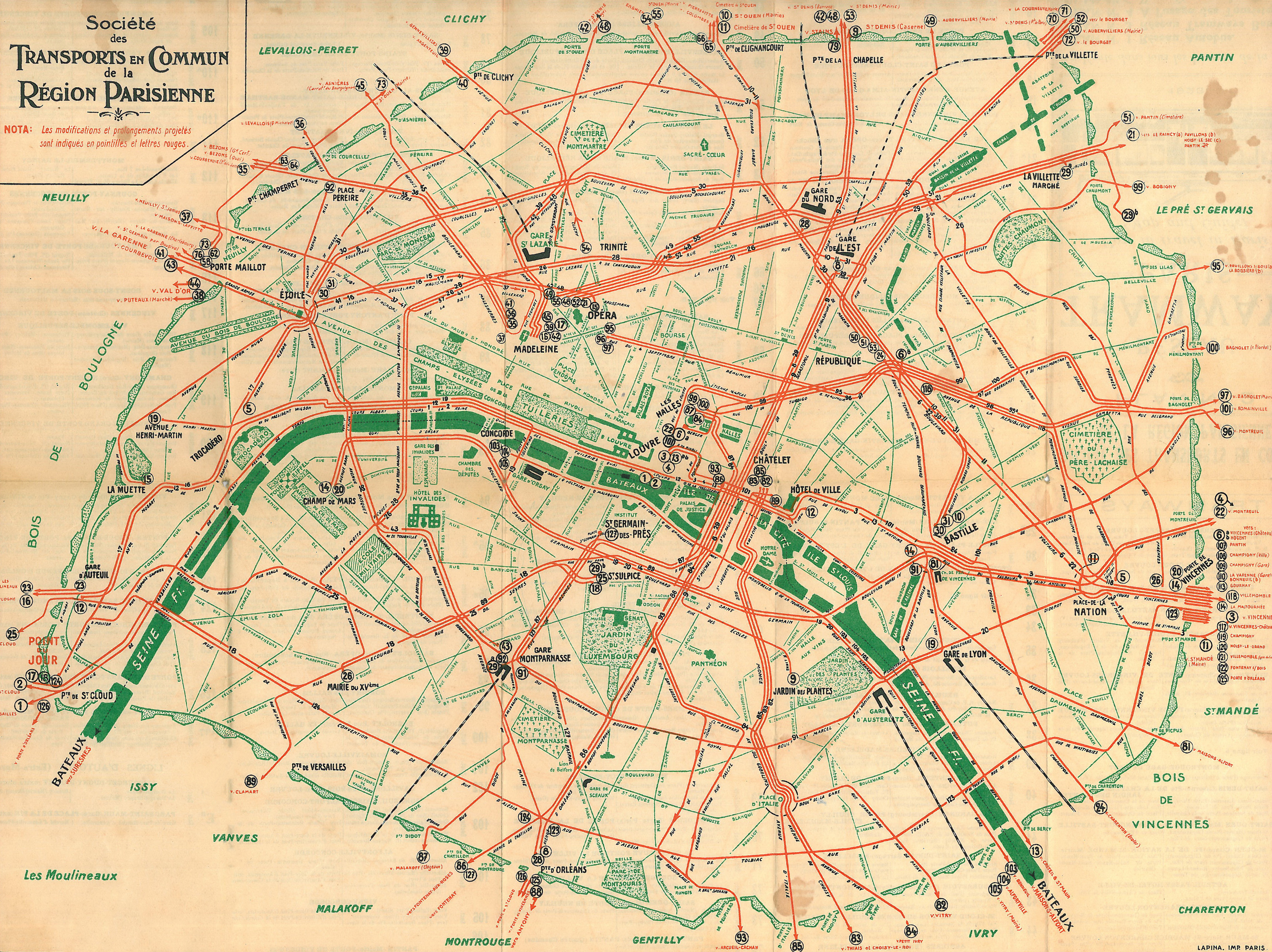
Plan du réseau de tramway à Paris en 1923.

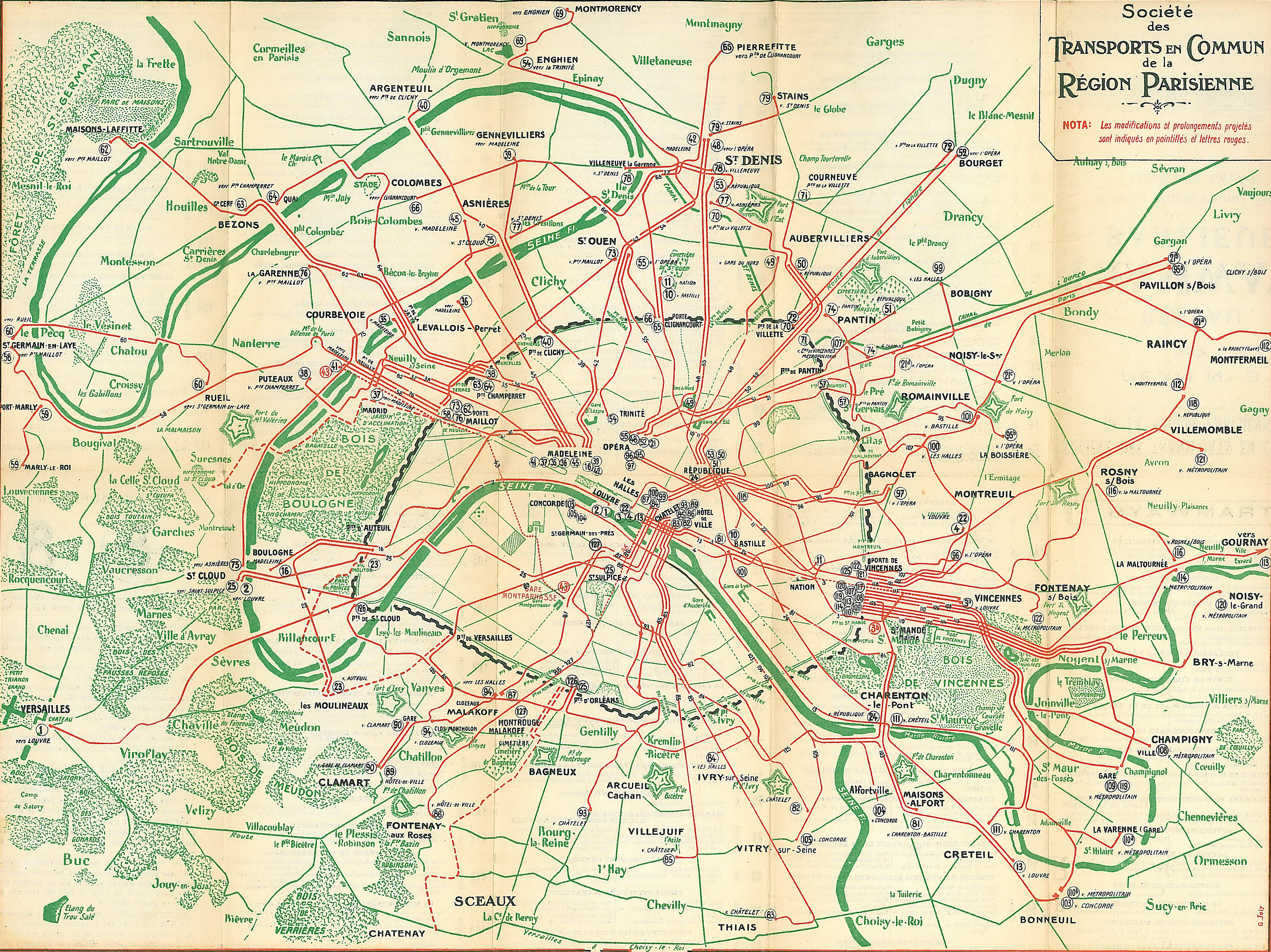
Plan du réseau de tramway de banlieue en 1921.

Les difficultés financières persistantes des compagnies contribuent à condamner le régime de la concession. Après de nombreux débats, le principe de la régie intéressée est préféré à celui de la régie directe, car selon une décision du Conseil général de la Seine de décembre 1918, elle « allie le contrôle des pouvoirs publics et les avantages de la recherche du profit, moteur de l'activité et de l'initiative individuelles ».
Cette nouvelle méthode de gestion suppose cependant l'unification totale des réseaux de surface, et le désistement de la ville de Paris au profit du département de la Seine. Le 20 septembre 1920, les conventions de rachat sont signées, entre le Département et la CGO d'une part, et les six autres compagnies de tramway, d'autre part. L'exploitation des réseaux est confiée le 1er janvier 1921 à une nouvelle personne morale, la société des transports en commun de la région parisienne (STCRP). L'ancien directeur général de la CGO, André Mariage, en devient le premier président. Elle exploite les anciens réseaux de la Compagnie générale des omnibus (CGO), de la Compagnie des tramways de Paris et du Département de la Seine (TPDS), de la Compagnie générale parisienne de tramways (CGPT), de la Compagnie des tramways de l'Est parisien (EP), de la Compagnie des chemins de fer nogentais (CFN), de la Compagnie électrique des tramways de la rive gauche (RG). En 1922 puis 1924, l'Ouest parisien (OP) et l'Arpajonnais (PA) sont également absorbés. 
Lors de sa création, la STCRP exploite cent-douze lignes de tramway, numérotées de 1 à 128, formant un réseau de 960 kilomètres, mais également quarante-et-une lignes d'autobus. Le parc comprend 1 775 automotrices et 785 remorques. La ligne 8 (Montrouge - Gare de l'Est) est la plus fréquentée, avec 28,3 millions de voyageurs annuels en 1921. Les principaux axes parisiens voient circuler des tramways, à l'exception de certaines artères prestigieuses, comme les Champs-Élysées, l'avenue de l'Opéra ainsi que les Grands Boulevards.
Mais le matériel est hétéroclite ; des lignes forment doublon sur les mêmes parcours et les méthodes d'exploitation sont à unifier. Un important travail est alors réalisé pour harmoniser le réseau. Des lignes mal tracées sont supprimées tandis que d'autres sont modifiées ou encore prolongées en banlieue. De 1921 à 1932, 1 000 km de voies sont modernisées, avec en particulier une simplification du plan des voies, le remplacement d'aiguillages, l'extension de la signalisation ou la modernisation des dépôts. 
Mais le plus gros effort porte sur le remplacement du matériel roulant. Celui-ci est en effet hérité de nombreuses compagnies et pose de nombreux problèmes de maintenance, les divers modèles étant le plus souvent incompatibles. Les matériels en bon état sont rénovés, tandis que de nouveaux matériels sont commandés. Une centaine de motrices Gs1, version améliorée des motrices G de la CGO, sont mises en service dès 1922 et accompagnées de remorques As1 avec loge de conduite. Mais la plus importante évolution est apportée par les motrices L, comme légère. Elles pèsent 2,5 tonnes de moins que les motrices G et permettent de substantielles économies en courant de traction et une réduction de l'usure des voies. Ces motrices sont livrées à hauteur de 475 exemplaires et accompagnées de 395 remorques A, ce qui permet de constituer des rames réversibles. L'ensemble du parc reçoit une livrée unifiée en vert et crème.
En 1925, le réseau des tramways atteint son apogée, avec 1 111 km de réseau et 122 lignes, 2 298 motrices et 928 remorques entretenues dans 41 dépôts et ateliers, et transporte 720 millions de voyageurs par an. Des projets sont mis à l'étude, comme la création de lignes de tramways express en site propre en banlieue, ou l'exploitation à agent seul, plus économique, avec un machiniste-receveur et la montée des voyageurs à l'avant des véhicules. L'avenir semble radieux mais ce réseau, un des plus importants du monde, est déjà menacé.

### Disparition
Au milieu des années 1920, le développement de la circulation automobile, et la puissance des lobbys pétrolier et industriel automobile entraîne une attaque virulente contre le tramway, considéré comme archaïque et gênant. La Préfecture de Paris envisage déjà de « dégager » le centre de Paris des lignes de tramway pour laisser plus de place à la circulation automobile. Si cette volonté n'est alors pas soutenue par la STCRP qui investit dans la modernisation de son réseau, elle reçoit en revanche un accueil très favorable de la part de conseillers municipaux et d'une partie de la presse.
En 1929 par exemple, un article du Petit Parisien attaque « ces stupides et pesantes et bruyantes machines qui représentent au point de vue de la circulation, le comble de la bêtise et de l'absurdité ».

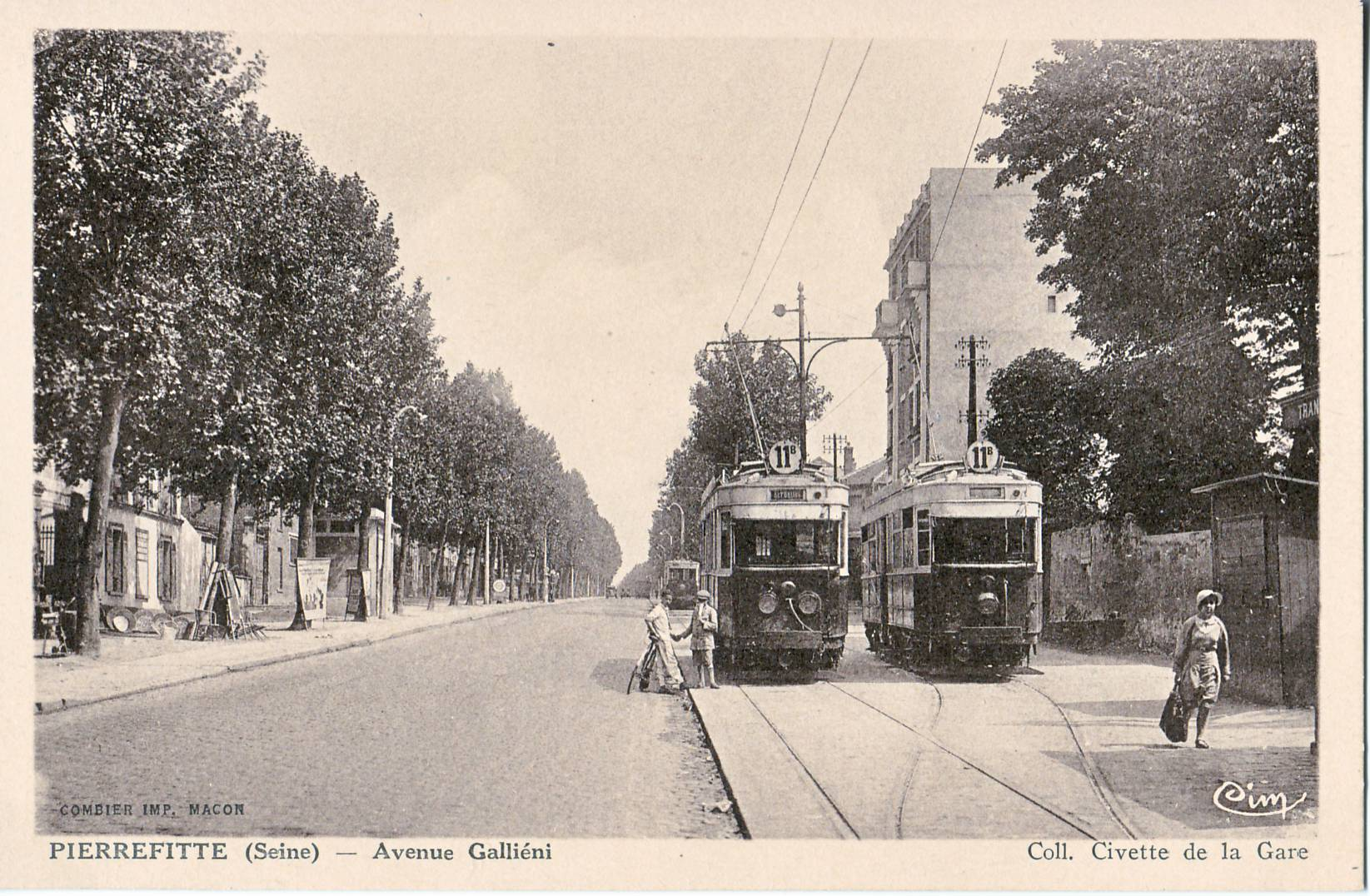
Ligne 11b des tramways de la STCRP à Pierrefitte-sur-Seine. En banlieue, les lignes sont généralement tracées en accotement et ne gênent pas la circulation automobile.

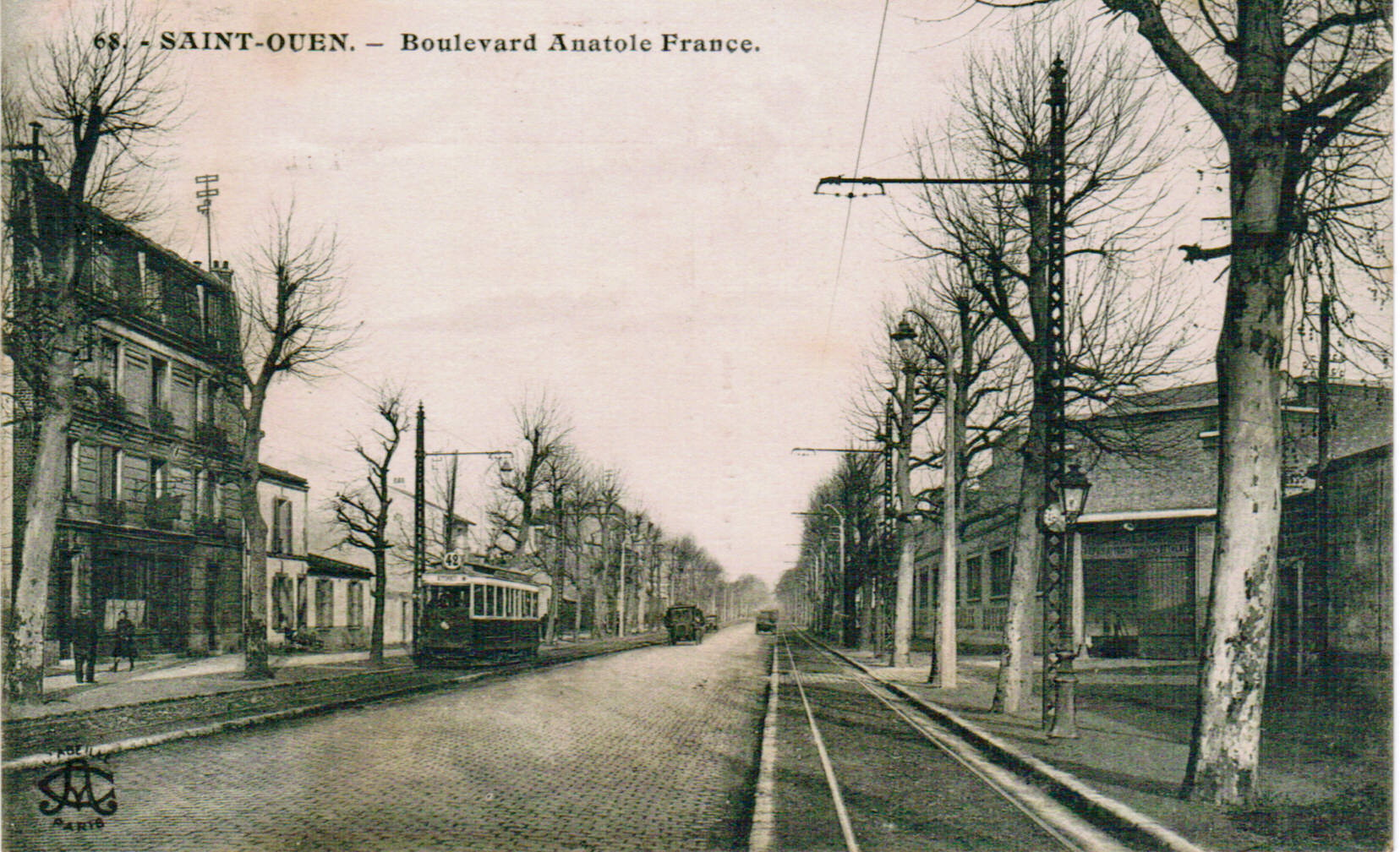
Le 42 de la STCRP à Saint-Ouen, parfaitement tracé en site propre en accotement de la RN 410, permettant une bonne vitesse de circulation.

En 1927, un rapport de la direction générale des transports de la préfecture de la Seine préconise la suppression totale du tramway à l'intérieur du boulevard des fermiers généraux. En 1929, le conseil général décide la suppression du tramway dans Paris dans un délai de cinq ans. Ce choix est rendu possible par la mise au point des autobus TN par Renault, de grande capacité et à deux agents.
Outre la pression de plusieurs lobbys[Lesquels ?], ce choix s'appuie sur un constat : les lignes de la capitale sont souvent mal tracées, circulant à contre-courant sur des voies importantes. Elles sont en outre victimes d'une réglementation qui n'a pas évolué. Le changement du mode de captage du courant à l'entrée des quartiers centraux de la capitale provoque des pertes de temps importantes. Tandis que les autobus circulent à 45 km/h, les tramways sont limités à 20 km/h à Paris et 30 km/h en banlieue, ce qui les rend de moins en moins compétitifs. En revanche, les lignes de banlieue sont le plus souvent tracées en accotement, leur situation en bordure de route ne gêne donc pas la circulation automobile croissante. Ces lignes auraient pu connaître une profonde modernisation, mais ici, la décision de leur suppression relève plus d'un choix idéologique que de dysfonctionnements techniques.
À partir de 1930, sous l'effet de cette pression politique, la STCRP, qui soutient désormais sans réserve ce choix, supprime rapidement les lignes de tramway et les remplace par des lignes d'autobus. En 1930, on compte 1 700 autobus pour 3 700 tramways, en 1934, on compte 1 600 tramways pour 2 900 autobus. Enfin en 1936, on ne compte plus que 348 tramways pour 3 600 autobus. Le 14 mars 1937 circule le dernier tramway parisien sur la ligne 123/124 entre Porte de Vincennes et Porte de Saint-Cloud. Puis, il disparaît à son tour en banlieue le 14 août 1938 ; le dernier tramway circule sur la ligne 112 entre Le Raincy et Montfermeil. 

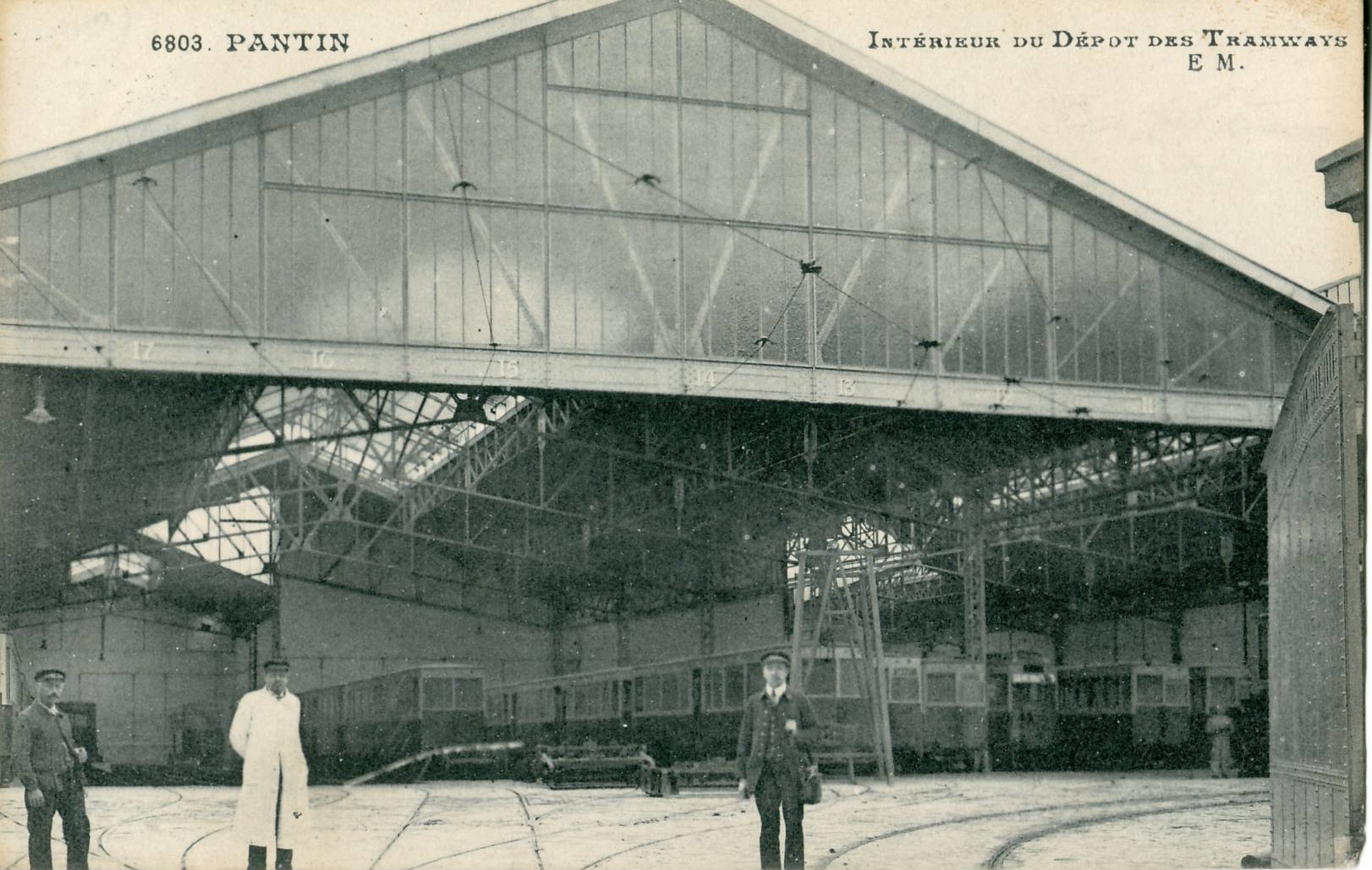
Le dépôt de la Compagnie des tramways de l'Est parisien, absorbée depuis 1921 par la STCRP, à Pantin.

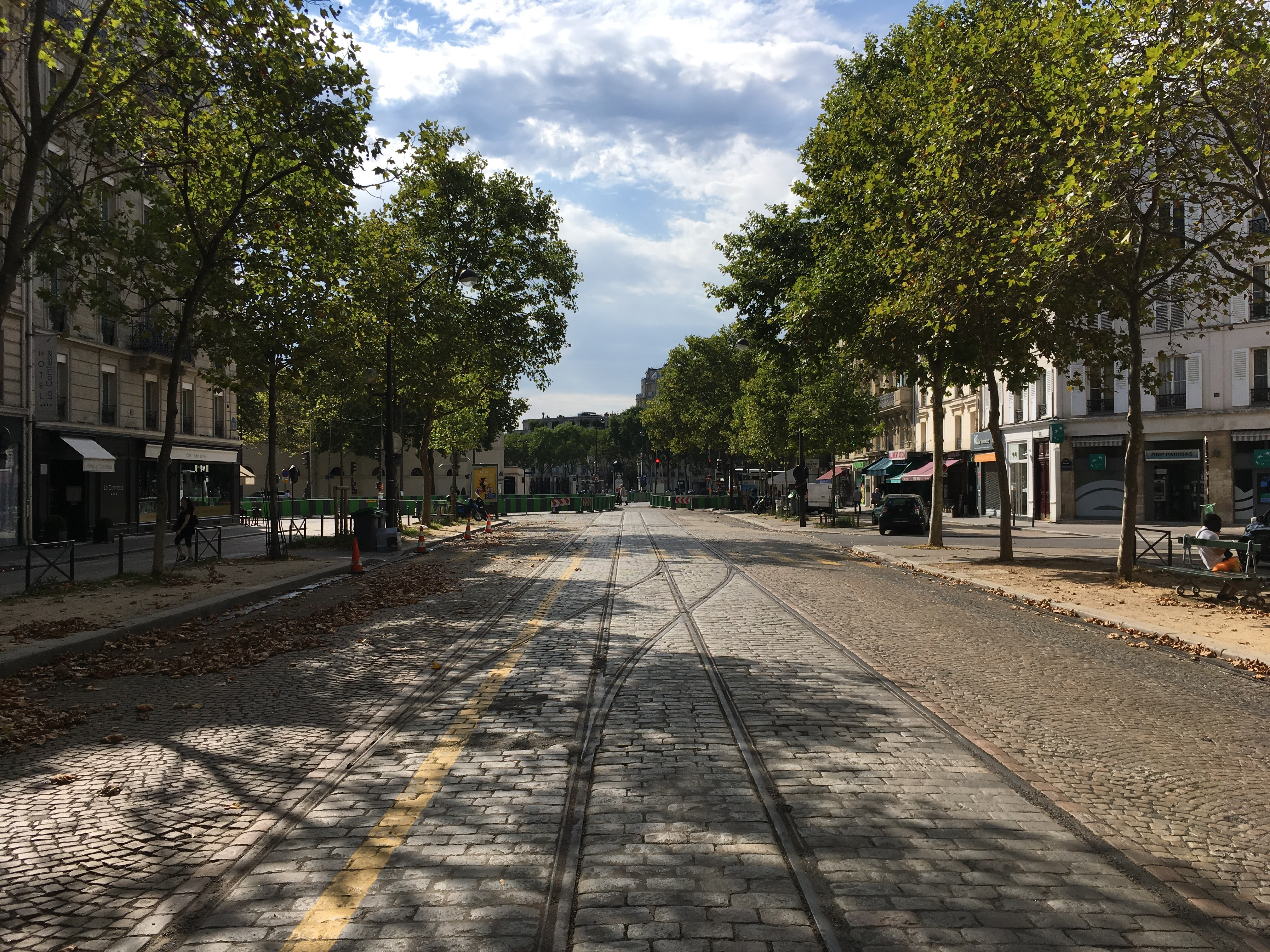
Certains axes parisiens ont conservé les voies de tramway, souvent revêtues par l'enrobé, et qui réapparaissent lors de travaux de réfection, comme ici avenue de Tourville à l'été 2017.

Pour rendre tout retour impossible, les rails sont le plus souvent arrachés, des motrices et remorques parfois neuves sont mises à la ferraille. En moins de dix ans, disparaît un des plus importants réseaux de tramway du monde. Il ne subsiste plus aucune ligne dans le département de la Seine ; seuls existent encore – pour peu de temps – plusieurs lignes en grande banlieue et le réseau versaillais. Ce dernier disparaît à son tour en 1957 et marque la fin de la présence du tramway en Île-de-France. Les anciens dépôts de tramway sont détruits ou progressivement reconvertis en dépôts d'autobus : le premier est le dépôt Mozart en 1930, le dernier le dépôt de Montrouge en 1936.
Cette politique de suppression a pourtant de graves conséquences, et à très court terme : dès 1940 avec l'Occupation, les transports de surface sont presque réduits à néant à cause de la pénurie d'essence et de pneumatiques. Seul le métro permet encore d'assurer les besoins de transport, avec un taux de saturation record, alors que durant la Première Guerre mondiale, le tramway avait assuré, tant bien que mal, les déplacements des Parisiens. 
La suppression du tramway n'est pas spécifiquement parisienne : à la même époque, la quasi-totalité des tramways américains sont éradiqués, tout comme celui de Londres. Toutefois en Europe, de nombreuses villes comme Bruxelles, Lisbonne, Vienne et la plupart des villes allemandes et suisses résistent à la pression, modernisent leurs réseaux et en assurent plus ou moins facilement la pérennité. La plupart des villes du bloc de l'Est conservent et développent également leurs réseaux de tramway.
L'éradication du tramway est ensuite généralisée à la plupart des villes de France, qui imitent l'exemple parisien. Toutefois, un aspect essentiel est oublié par les édiles de ces villes : le réseau parisien est, en quelque sorte, devenu souterrain et en site propre intégral, sous la forme du métropolitain. Les autres grandes agglomérations du pays subissent d'autant plus durement l'absence de transports électriques durant la Seconde Guerre mondiale, faute d'alternative aussi efficace. 
Le tramway fera finalement son retour en Île-de-France à partir de 1992.